# M 15/42
El Carro Armato Medio 15/42, o simplement M 15/42, va ser l'últim model de tanc mitjà fabricat pel Regne d'Itàlia durant la Segona Guerra Mundial, introduït el 1942.
Aquest blindat conservava la majoria de característiques del model previ, l'M 14/41. La tripulació constava de 4 membres i estava protegida per un blindatge d'acer reblonat, amb un gruix màxim de 45 mm al frontal de la torreta. L'armament es va modernitzar, afegint-hi un canó Modello 40 més eficaç contra tancs i que podia fer servir projectils de càrrega buida. També es va actualitzar el motor, incorporant un FIAT SPA 15TB M 42 de 190 CV més potent i fiable que als models previs.
En total se'n van fabricar 220 unitats i també va servir de base per a diverses variants. Tot i les millores d'armament i motor, quan el tanc va entrar en servei ja era un model obsolet. En mans del Regio Esercito els M 15/42 es van fer servir principalment per substituir les pèrdues a la Campanya del nord d'Àfrica. Després de l'armistici entre Itàlia i les forces aliades la majoria de tancs M 15/42 van passar a mans alemanyes, que els farien servir a la Campanya d'Itàlia i a Iugoslàvia fins al final de la guerra.

## Desenvolupament
L'any 1940, el Regne d'Itàlia va començar a desenvolupar un tanc pesant, el Carro Armato P 40. Simultàniament, el 1940 i 1941, es van introduir els models de tanc mitjà M 13/40 i M 14/41, respectivament. Tot i això, els retards en la introducció del P 40 i el mediocre rendiment dels tancs mitjans van fer que el Regio Esercito busqués una nou tanc mitjà provisional.
Després de les desfetes de l'hivern del 1940-1941 els italians van decidir demanar suport a l'Alemanya nazi. Inicialment van demanar tancs francesos capturats, però els alemanys només cedirien un nombre limitat dels 800 vehicles que van sol·licitar els italians. En total, l'any 1941, els alemanys van entregar-los 109 tancs Renault R-35 i 33 Somua S-35. El baix nombre de blindats feia inviable equipar cap unitat de primera línia, ja que no hi hauria prou peces de recanvi o munició per mantenir subministrats els tancs.
Per altra banda, el juny del 1941, els alemanys van proposar produir el Panzer III sota llicència a Fiat. Aquesta proposta va interessar als italians, però l'agost del 1941 els alemanys només en van autoritzar la producció sota la condició que els italians els produïssin sense l'armament o les mires telescòpiques. Els alemanys volien subministrar aquestes parts i la meitat de les matèries primeres per controlar la indústria italiana. Aquestes restriccions, juntament amb l'expectativa de tenir un tanc pesant l'estiu del 1941, van fer que l'estat major italià es desdís del projecte. El febrer del 1942 els alemanys tornarien a proposar la fabricació sota llicència d'un tanc, aquest cas el Panzer IV, però aquesta proposta tampoc tiraria endavant. Després de les derrotes a la Campanya del Nord d'Àfrica, Alemanya va proposar la producció local del Panzer V Panther i el projecte tampoc va progressar. Finalment, un altre intent de desenvolupar un tanc mitjà modern va resultar en el Carro Celere Sahariano P 40/43, una còpia d'un A15 Crusader II britànic capturat al Nord d'Àfrica, que també s'acabaria descartant.
Tenint en compte aquests problemes i el lent desenvolupament del nou tanc pesant, el Regio Esercito va decidir fer una actualització del tanc M 14/41. Una de les principals preocupacions era l'armament i per això, l'any 1940, s'havia desenvolupat un nou canó de tanc més ràpid de 47 mm de calibre i 40 calibres de llarg. Aquesta peça podia disparar municions de càrrega buida, denominades EP o d'effetto pronto (efecte ràpid) a l'exèrcit italià. Un d'aquests canons es va instal·lar a la torreta d'un M 14/41 l'any 1941, però altre cop per retards en el desenvolupament d'aquesta peça i la seva munició no va estar a punt fins al 1942. Al mateix temps també es van incorporar actualitzacions a d'altres aspectes del tanc tenint en compte els enfrontaments al Nord d'Àfrica, d'entre les quals destaca un motor més potent i fiable. Finalment, el model es començaria a fabricar el 1942 i rebria la denominació de Carro Armato Medio 15/42, pel seu tonatge i any d'introducció respectivament.

## Característiques
L'M 15/42 va ser una actualització de la sèrie de tancs mitjans italians amb poques innovacions respecte els models previs. El buc es va mantenir igual, però es va allargar 15 cm per poder allotjar el nou motor, resultant en unes dimensions finals de 5,06 m de llarg, 2,28 m d'ample i 2,37 m d'alt. El blindat pesava 15,5 tones i estava protegit per xapa d'acer reblonada. El frontal del xassís estava cobert per una planxa de 42 mm de gruix, el frontal de la torreta per 45 mm, els costats 25 mm, el sostre 15 mm i el terra 6 mm. Una altra diferència respecte els models anteriors era la millora del blindatge als escuts de les metralladores, motor i tubs d'escapament.
La tripulació estava composta per quatre membres: conductor, carregador, operador de ràdio i comandant, que també feia d'artiller. El conductor estava assentat al frontal esquerra del buc, amb l'operador de ràdio a la seva dreta, que també s'encarregava d'operar les metralladores. Al centre del blindat hi havia la torreta, servida pel carregador i comandant. Al buc, l'escotilla d'accés es va moure al costat dret del blindat i es va mantenir l'escotilla de dos batents a sobre la torreta. Finalment, al darrere de tot del vehicle hi havia el motor, amb els dipòsits de combustible envoltant-lo pels costats.

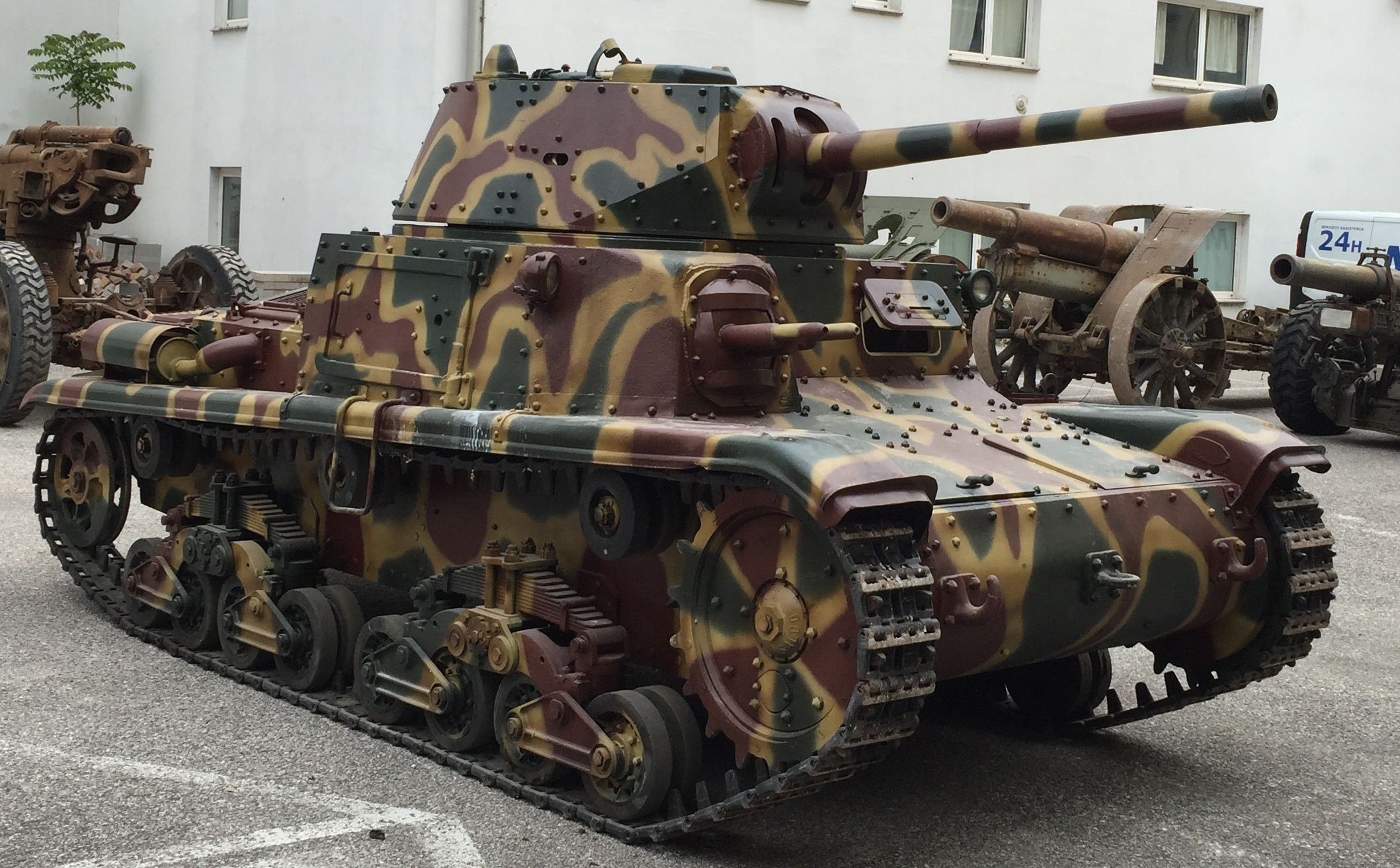
Un tanc M 15/42 al Museo Storico Italiano della Guerra a Rovereto, Itàlia, fotografiat l'any 2016.

Una de les millores més notables de l'M 15/42 va ser en l'armament principal, que consistia en un canó de tancs Modello 40 de 47 mm de calibre i 40 calibres de llarg amb 111 projectils. Aquesta peça es podia elevar entre -10º i 20º i girava 360°. Aquest canó també podia disparar municions de càrrega buida, dissenyades per destruir tancs, denominades EP o d'effetto pronto (efecte ràpid) a l'exèrcit italià. Com a armament secundari disposava de tres metralladores Breda M38 de 8 mm, dues estaven instal·lades al frontal del buc i la tercera estava muntada coaxialment amb el canó. A diferència dels models previs es va suprimir la metralladora a sobre de la torreta.
Una altra innovació va ser l'ús d'un nou motor de gasolina, denominat FIAT SPA 15TB M 42 de 190 CV a 2400 rpm. El tanc tenia un dipòsit de combustible de 367 litres de benzina i uns 40 L addicionals a la reserva. El motor, lleugerament més potent que als models anteriors, estava connectat a una transmissió manual amb vuit marxes endavant i dues endarrere. Tot el blindat estava suspès per una eruga amb una roda motriu al davant, una roda de retorn al darrere, tres corrons de retorn i quatre rodes de rodament per banda. La suspensió consistia en molles semi-el·líptiques connectades als bogis que unien les rodes de rodament. Aquest conjunt feia que l'M 15/42 pogués arribar als 38 km/h per carretera o 20 km/h camp a través amb una autonomia de 220 km per carretera o 130 km per mals terrenys.

## Producció i operadors
L'octubre del 1942 l'exèrcit italià va encomanar 280 unitats de l'M 15/42, alhora que s'aturava la fabricació de l'M 14/41. Simultàniament també es va continuar desenvolupant el Carro Armato P 40, amb la intenció que equipés les unitats de tancs a partir del 1943. De fet, el març del 1943, l'M 15/42 ja era un tanc mitjà obsolet i el juliol del 1943 en van retallar la comanda a 220 unitats. A partir d'aleshores el Regio Esercito es va centrar gairebé exclusivament en la producció de canons d'assalt.
El xassís de l'M 15/42 també va servir de base per a diverses variants. En primer lloc es va fabricar una variant de comandament, carro centro radio, instal·lant un equip de ràdio Marelli RF 2 CA addicional al blindat. Aquesta ràdio tenia un abast d'uns 20-30 km quan el tanc estava parat, o 7-8 km en moviment. Aquests models es podien reconèixer externament per la presència d'una antena doble externa i perquè les metralladores del buc es van treure per deixar més espai a dins del vehicle. El setembre del 1943, el mes de la rendició del Regne d'Itàlia, s'havien produït unes 45 unitats d'M 15/42 i se'n produirien 40 més fins al final de la guerra per ordre dels alemanys.
En el rol d'obús autopropulsat, el buc de l'M 15/42 es faria servir en dos blindats: el semovente da 75/18 i el semovente da 75/34. El primer substituïa la torreta per una casamata amb 50 mm de blindatge frontal i incorporava un obús curt de 75 mm i 18 calibres de llarg. Entre 1942 i 1943 es van produir 190 d'aquests semovente da 75/18. La segona variant afegia un canó més potent de 75 mm i 34 calibres de llarg, dissenyat pel tanc P 40, i se'n van fabricar 60 unitats.

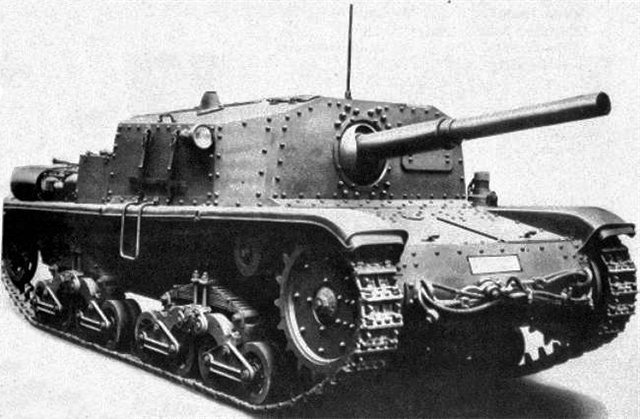
Una variant caçatancs, el semovente M 42 da 75/34.

Finalment, també es va fabricar un prototip d'una variant antiaèria denominada Semovente da 20/70 quadruplo, que va ser capturat pels alemanys després de la rendició italiana. Aquest model anava equipat amb quatre canons automàtics de 20mm Scotti–Isotta Fraschini i és possible que servís d'inspiració per les variants antiaèries del Panzer IV.

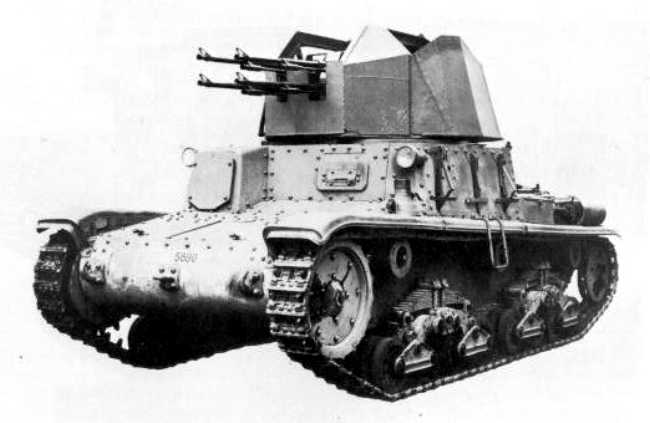
Fotografia de la variant antiaèria

Els M 15/42 van ser introduïts massa tard per participar àmpliament a la Campanya del nord d'Àfrica i es van fer servir majoritàriament per reemplaçar les pèrdues en aquest front. Els anys 1942 i 1943 el Regio Esercito va formar noves unitats o va reforçar velles unitats desgastades a l'Àfrica, incorporant els nous M 15/42.
El febrer del 1942 el 33º Reggimento es va reformar com a unitat de tancs mitjans i es va equipar amb tancs M 15/42 i semoventi. També com a part del 33º es van formar els batallons de reemplaçament 433 i 434, parcialment equipats amb M 15/42. El 32º Reggimento també es va reformar el maig del 1942 incorporant M 13/40, M 15/42 i semoventi. El primer d'abril del 1943 es va formar la divisió Ariete II, que incorporava una barreja de blindats incloent-hi M 15/42s. Finalment, l'agost del 1943 el batalló Centauro XIX del 31º Reggimento es va assignar a la divisió Centauro II dels camises negres i també es va equipar amb tancs M 15/42 i semoventi.
Després de l'armistici entre Itàlia i les forces aliades uns quants d'aquests blindats van ser destruïts en els enfrontaments entre italians i alemanys el 8 de setembre del 1943. Tot i això, la majoria de tancs M 15/42 van caure a mans dels alemanys que els continuarien fent servir a la Campanya d'Itàlia i als Balcans. El febrer del 1944 hi ha constància que el Panzer Abteilung 202 a Iugoslàvia va reemplaçar els seus tancs francesos per 67 M 15/42s, tot i que només en van poder mantenir un quart d'operatius. El març d'aquell any el Panzer Abteilung z.b.V. 12, també a Iugoslàvia, rebria 43 M 15/42. Els alemanys també van mantenir tancs M 15/42 a Itàlia però en menors quantitats. El desembre del 1944 hi havia un total de cinc tancs M 15/42 operatius a Itàlia i 85 unitats a Iugoslàvia.